# MANSUP
Míssil Antinavio Nacional (MANSUP) também denominado AV-RE40 - anteriormente conhecido como MAN-1 - é um projeto de míssil antinavio de US $ 75 milhões em desenvolvimento pela Avibras, Mectron, Atech e Omnisys para a Marinha do Brasil. 

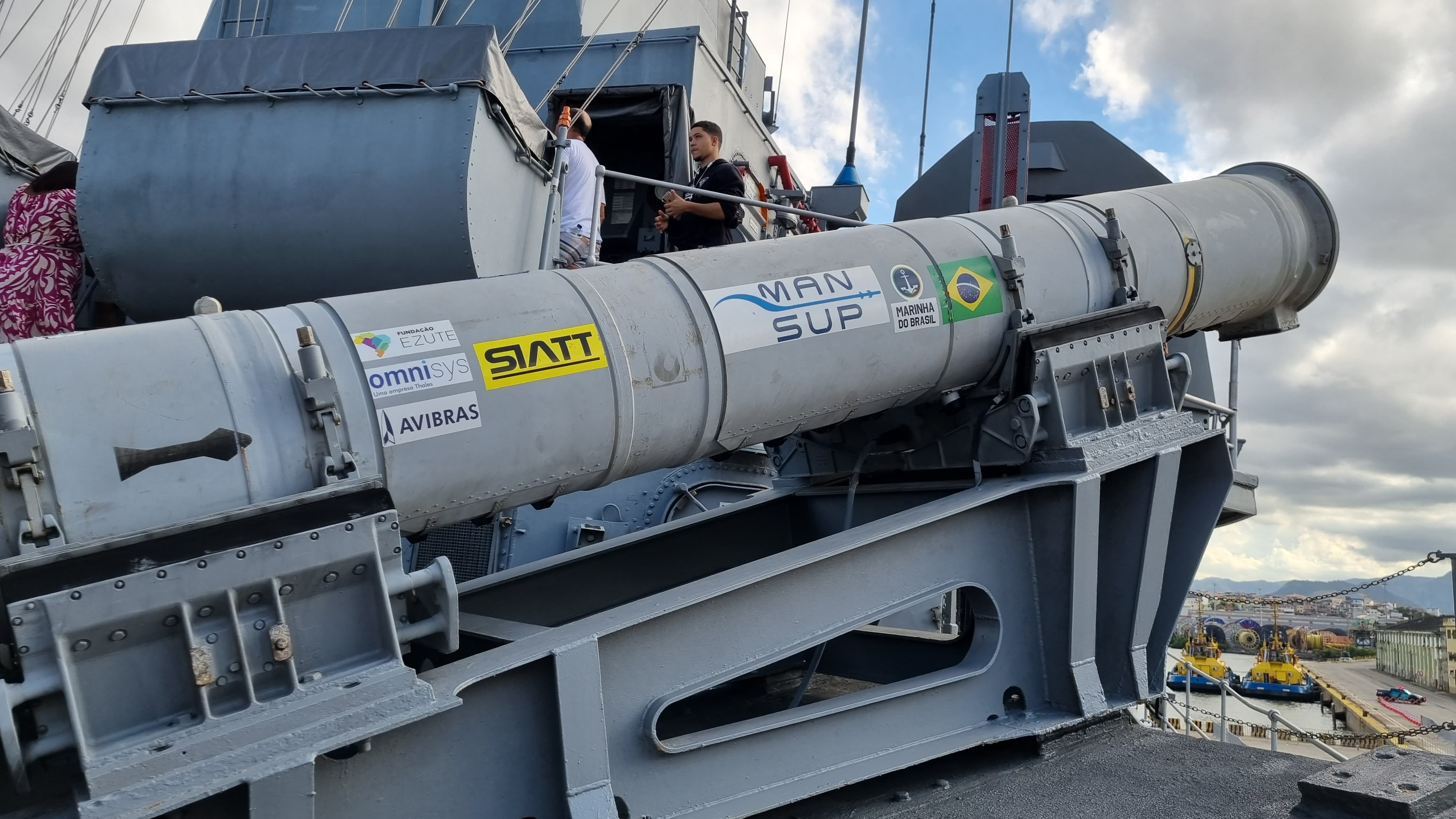
Um casulo lançador do míssil MANSUP a bordo da Fragata Liberal (F-43)

## História
Uma maquete do projeto da Marinha do Brasil e da Avibras para um míssil anti-navio inspirado no AM39 Exocet, foi exibida em abril de 2011 durante a exposição América Latina Aero e Defesa (LAAD), no Rio de Janeiro. 
Um ativo inicial de R$ 50 milhões foi patrocinado pela Marinha do Brasil,  por meio da Diretoria de Sistemas de Armas da Marinha, contratos firmados em 5 e 6 de dezembro de 2011, com a Mectron e a Avibras, respectivamente.  Os participantes do programa foram designados de acordo com suas especialidades, Mectron sendo designado para desenvolvimento de protótipos, Avibras para desenvolvimento de motores de foguetes, Omnisys para desenvolvimento de cabeçotes de busca e Atech para gerenciamento de acompanhamento de projetos.
A Marinha pretende usar o MANSUP nas embarcações da classe Riachuelo, Álvaro Alberto e nas fragatas classe Tamandaré.
O projeto é dividido em quatro etapas: 
1ª etapa - Desenvolvimento do motor foguete pela Avibras. (encerrada em 2012)
2ª etapa - Desenvolvimento dos protáticos do MANSUP. (encerrada em 2019)
3ª etapa - Produtação e qualificação. (Em andamento, previsão de conclusão 2025)
4ª etapa - Produção industrial. 
Durante uma entrevista coletiva em maio de 2012, foi revelado que o primeiro míssil antinavio Exocet MM40 com motor de fabricação brasileira foi disparado com sucesso no dia 18 de abril de 2012, pela corveta Barroso (V34), também de construção nacional. Foram feitas apresentações pelos representantes da MB, MBDA e Avibras sobre o desenvolvimento do motor nacional do míssil e a cooperação francesa no programa.
A etapa de desenvolvimento iniciou-se com a contratação de três empresas e uma fundação, todas nacionais. A OMNISYS ficou responsável de desenvolver o autodiretor (seeker); à Avibras couberam os subsistemas asas, calhas, o sistema propulsor e, ainda, a montagem e teste dos protótipos. O sistema de guiagem, navegação e controle (SGNC) e a telemetria ficaram a cargo da Mectron, posteriormente substituída pela empresa SIATT. À Fundação Ezute coube o gerenciamento complementar realizado com uma equipe de especialistas em cada área de conhecimento necessário ao projeto.
Em 27 de novembro de 2018, o primeiro protótipo de míssil foi disparado da corveta Barroso. Em 20 de março de 2019, foi realizado um segundo lançamento da fragata Independência (F44).
Um terceiro protótipo foi disparado novamente pela (F44) em 10 de julho de 2019. Neste teste foram feitas verificações adicionais, gravadas por meio dos dados da telemetria. As informações obtidas serão empregadas como subsídios para prosseguir no aperfeiçoamento dos subsistemas componentes.
A etapa de desenvolvimento encerrou-se logo após o lançamento do terceiro e último protótipo do Mansup. A partir daí, foi iniciadas as contratações para que os protótipos sejam aperfeiçoados, transformados em produtos mais confiáveis, mais fáceis de fabricar e testar e, ainda, mais baratos. Essa transformação é chamada de “produtação”, ou seja, a transformação de protótipo em produto.
Em novembro de 2021, a Fundação Ezute foi contratada para o gerenciamento complementar do lote piloto do MANSUP. 
Em 29 de abril de 2022, a Marinha do Brasil divulgou nota à imprensa sobre o andamento desta Etapa 3, destacando o atingimento de 60% da transformação em produto do SGNC (Sistema de Guiamento, Navegação e Controle) e de cerca de 90% do sistema de telemetria. Informou também que em 2022 esteve previsto dois lançamentos de teste, além de abordar uma característica do projeto: o modelo de arquitetura permite que potenciais modernizações sejam realizadas em dois anos.
Em 20 de setembro de 2022, a Marinha realizou o quarto lançamento do MANSUP a partir da F Constituição (F42). Como parte da campanha de qualificação, possibilitando também o teste de subsistemas já em sua versão final de produção.
Em 26 de abril de 2023, a Marinha realizou o quinto teste de lançamento do MANSUP. Este último lançamento foi o primeiro voo das versões atualizadas do computador de guiagem e altímetro, um subsistema do MANSUP com a função de realizar estimativa de altura em relação à superfície média do mar. Ainda nesse teste, foram executadas manobras programadas, para verificar o desempenho do Sistema de Guiagem, Navegação e Controle (SGNC) desses novos equipamentos.
Em 21 de fevereiro de 2024, a Marinha realizou o sexto teste de lançamento do MANSUP.
Serão realizados todos os ensaios de qualificação destinados a demonstrar o atendimento pelo míssil e seus componentes, dos requisitos de projeto. Está previsto o lançamento de 10 protótipos como parte do processo de qualificação.
Em setembro de 2024, o EDGE Group, assinou um contrato de parceria estratégica com a Marinha do Brasil para concluir o desenvolvimento completo do Míssil Antinavio Nacional (MANSUP) até o final de 2025 para garantir a entrega do míssil a tempo para sua integração nas novas fragatas da classe Tamandaré. O contrato estabelece um plano para que o EDGE Group utilize a tecnologia e os dados técnicos do MANSUP no desenvolvimento do MANSUP-ER (de longo alcance).
Entre os dias 11 e 15 de setembro, a Marinha realizou o sétimo teste de lançamento do MANSUP. A F Rademaker (F-49) foi a responsável pelo lançamento, realizando o disparo contra o alvo designado e contribuindo para a avaliação do sistema.
Em outubro de 2024, a SIATT anunciou a integração do míssil com o lançador múltiplo de foguetes Astros II como uma variante de bateria costeira. O primeiro lançamento de teste foi realizado com um sistema ASTROS do Corpo de Fuzileiros Navais, no centro de testes da Restinga da Marambaia em 17 de dezembro de 2024.
No dia 20 de fevereiro de 2025, durante a Exposição Internacional de Defesa , a SIATT, o Grupo EDGE e a Marinha do Brasil assinaram acordos para o desenvolvimento conjunto de uma gama mais ampla de mísseis superfície-ar (SAM) e de ataque terrestre (LAM) baseados em tecnologias MANSUP.
No dia 4 de abril de 2025, foi assinado um acordo entre a empresa turca Kale Jet Engines e a SIATT para o fornecimento de motores turbojato Kale KTJ-3200 para uso na variante MANSUP-ER. O KTJ-3200 está atualmente em uso com o míssil antinavio Atmaca e o míssil de cruzeiro SOM.
Em junho de 2025, a SIATT assinou contrato com a Marinha do Brasil para fornecimento do MANSUP.

## Variantes

### Mansup
Míssil antinavio original (AShM) com alcance máximo de 70 km.

### Mansup-ER
Em 29 de setembro de 2023, o Grupo EDGE dos Emirados Árabes Unidos tornou-se parceiro do projeto, com a aquisição de 50% do capital da SIATT, antiga Mectron.  Em 14 de novembro de 2023, a EDGE anunciou no Dubai Air Show, um alcance estendido do MANSUP, com alcance máximo de 200 km, equipado com uma turbina da Turbomachine, voa a uma velocidade de 950 Km/h, com capacidade de transportar 150 Kg de carga explosiva. Suas características possibilitam que seja adaptado para integração em sistemas aéreos e sistemas terrestres selecionados.  
As Forças Armadas dos Emirados Árabes Unidos assinaram uma Carta de Intenções com o Grupo EDGE para a compra do MANSUP-ER de alcance estendido e da variante de curto alcance do avançado míssil antinavio. O valor total do negócio é estimado em  AED 1,102 bilhão (US$ 300 milhões).
Durante o Dubai Airshow, o Grupo EDGE, anunciou a venda de mísseis antinavio nacionais de superfície de alcance estendido (MANSUP-ER) e a venda dos mísseis da versão de alcance mais curto do sistema avançado, para a Marinha do Brasil em um negócio no valor de aproximadamente AED 0,6 bilhão (US$ 163 milhões).

### MSA
Míssil terra-ar baseado em tecnologias MANSUP; desenvolvimento revelado ao público em 2025.

### MAS
Míssil ar-terra baseado em tecnologias MANSUP; desenvolvimento revelado ao público em 2025.

## Especificações
- Alcance: 70-75km e 200km (MANSUP-ER em desenvolvimento)[36]
- Faixa de radar: 100-150km
- Orientação: Teleguiado por Radar
- Comprimento: 5,9 m
- Diâmetro: 0,35 m
- Peso total: 876 Kg
- Velocidade: 300 m/s[37]

## Operadores
Brasil
- Classe Tamandaré[38]
- Lançador múltiplo de foguetes Astros II[39]

Emirados Árabes Unidos
- Corveta classe Abu Dhabi [40][41]